# 福嶋幸典
福嶋 幸典（ふくしま よしふみ、1965年12月10日 - ）は、日本の脚本家。大阪府出身。日本シナリオ作家協会の会員。

## 人物
1989年に大阪大学人間科学部を卒業。1995年まで住友商事に勤務し、1999年にOVA『真ゲッターロボ 世界最後の日』第8話「死闘!! 血に染まる氷原!」でアニメ初脚本を務める。

## 参加作品

### テレビアニメ
1999年
- モンスターファーム〜円盤石の秘密〜（1999年 - 2000年、脚本）

2000年
- モンスターファーム〜伝説への道〜（脚本）
- 真・女神転生デビチル（2000年 - 2001年、脚本）

2001年
- サイボーグ009 THE CYBORG SOLDIER（2001年 - 2002年、脚本）

2002年
- 爆転シュート ベイブレード2002（脚本）
- 爆闘宣言ダイガンダー（脚本）
- 名探偵コナン（2002年 - 2003年、脚本）

2003年
- 冒険遊記プラスターワールド（2003年 - 2004年、脚本）
- 無限戦記ポトリス（脚本）
- おもいっきり科学アドベンチャー そーなんだ!（2003年 - 2004年、脚本）
- 無人惑星サヴァイヴ（2003年 - 2004年、脚本）

2004年
- コロッケ!（2004年 - 2005年、脚本）
- ネポス・ナポス（2004年 - 2006年、脚本）

2005年
- ふしぎ星の☆ふたご姫（2005年 - 2006年、脚本）
- まじめにふまじめ かいけつゾロリ（2005年 - 2006年、脚本）
- ガンパレード・オーケストラ（2005年 - 2006年、シリーズ構成・脚本）
- 地獄少女（2005年 - 2006年、脚本）

2006年
- ふしぎ星の☆ふたご姫 Gyu!（2006年 - 2007年、脚本）
- 学園ヘヴン BOY'S LOVE HYPER!（脚本）
- うたわれるもの（脚本）
- パンプキン・シザーズ（2006年 - 2007年、脚本）
- おじゃる丸 （2006年 - 、脚本）

2007年
- シュガーバニーズ（脚本）
- 爆丸バトルブローラーズ（脚本）
- ルパン三世 霧のエリューシヴ（脚本）
- ロビーとケロビー（2007年 - 2008年、脚本）

2008年
- メジャー（第4シリーズ）（脚本）
- 遊☆戯☆王5D's（2008年 - 2011年、脚本）

2009年
- イナズマイレブン（2009年 - 2011年、脚本）
- スティッチ!（脚本）

2011年
- ダンボール戦機（脚本）
- 遊☆戯☆王ZEXAL（2011年 - 2012年、脚本）
- イナズマイレブンGO（2011年 - 2012年、脚本）

2012年
- ダンボール戦機W（2012年 - 2013年、脚本）
- イナズマイレブンGO クロノ・ストーン（2012年 - 2013年、脚本）

2013年
- ダンボール戦機WARS（脚本）
- イナズマイレブンGO ギャラクシー（2013年 - 2014年、脚本）
- 探検ドリランド -1000年の真宝-（2013年 - 2014年、脚本）
- 弱虫ペダル（2013年 - 2014年、脚本）

2014年
- 金田一少年の事件簿R（脚本）
- 弱虫ペダル GRANDE ROAD（2014年 - 2015年、脚本）

2015年
- ドラゴンボール超（2015年 - 2018年、脚本）
- 遊☆戯☆王ARC-V（脚本）
- 金田一少年の事件簿R（第2期）（2015年 - 2016年、脚本）
- うたわれるもの 偽りの仮面（2015年 - 2016年、脚本）

2017年
- 弱虫ペダル NEW GENERATION（脚本）

2018年
- 弱虫ペダル GLORY LINE（脚本）
- キャプテン翼（第4作）（2018年 - 2019年、脚本）
- 学園BASARA（脚本）
- ベイブレードバースト 超ゼツ（2018年 - 2019年、脚本）

2019年
- MIX（脚本）

2020年
- アサティール 未来の昔ばなし（未来パート脚本）
- もっと!まじめにふまじめ かいけつゾロリ（脚本）

2021年
- もっと!まじめにふまじめ かいけつゾロリ（第2シリーズ）（脚本）
- パズドラ（2021年 - 、脚本）

2022年
- ニンジャラ（2022年 - 、脚本）
- フットサルボーイズ!!!!!（オリジナル脚本）
- もっと!まじめにふまじめ かいけつゾロリ（第3シリーズ）（脚本）

2023年
- MIX MEISEI STORY 2ND SEASON 〜二度目の夏、空の向こうへ〜（脚本）
- 逃走中 グレートミッション（2023年 - 2025年、脚本）
- キャプテン翼シーズン2 ジュニアユース編（2023年 - 2024年、脚本）

2024年
- アサティール2 未来の昔ばなし（脚本）

### 劇場アニメ
- 爆転シュート ベイブレード THE MOVIE 激闘!!タカオVS大地（2002年、脚本）
- 劇場版イナズマイレブン 最強軍団オーガ襲来（2010年、脚本）

### OVA
- 真ゲッターロボ 世界最後の日（1999年、脚本）

### Webアニメ
- ベイブレードバースト ガチ（2019年 - 2020年、脚本）
- ベイブレードバースト スパーキング（2020年 - 2021年、脚本）

### 特撮
- ケータイ捜査官7（2008年 - 2009年、脚本）

### オリジナルビデオ
- ゼブラミニスカポリスの逆襲（2010年、脚本）